# Anomalon formosanum
Anomalon formosanum là một loài tò vò trong họ Ichneumonidae.